# Vlag van Vorden

Vlag van Vorden

De vlag van Vorden is het gemeentelijk dundoek van de voormalige Gelderse gemeente Vorden. De vlag werd op 24 februari 1970 per raadsbesluit aangenomen.
De beschrijving luidt:
De broeking geruit van zes maal drie vierkanten, geel en zwart; de vlucht groen met twee gegolfde witte banen van twee golven, ieder ter hoogte van 1/5 van de hoogte van de vlag, de verhouding van de hoogte tot de lengte van de vlag 2:3.
De blokken en golflijnen met hun kleuren zijn ontleend aan het gemeentewapen. Op 1 januari 2005 ging Vorden op in de gemeente Bronckhorst, waarmee de gemeentevlag kwam te vervallen.

## Verwante afbeelding

Wapen van Vorden

Ammerzoden 
· Angerlo 
· Batenburg 
· Beesd 
· Bemmel 
· Bergh 
· Bergharen 
· Beusichem 
· Borculo 
· Brakel 
· Didam 
· Dinxperlo 
· Dodewaard 
· Dreumel 
· Echteld 
· Eibergen 
· Elst 
· Ewijk 
· Geldermalsen 
· Gendringen 
· Gendt 
· Gorssel 
· Groenlo 
· Groesbeek 
· Hedel 
· Heerewaarden 
· Hemmen 
· Hengelo 
· Herwen en Aerdt 
· Heteren 
· Heukelum 
· Hoevelaken 
· Horssen 
· Huissen 
· Hummelo en Keppel 
· Hurwenen 
· Kerkwijk 
· Kesteren 
· Laren 
· Lichtenvoorde 
· Lienden 
· Lingewaal 
· Maurik 
· Millingen aan de Rijn 
· Neede 
· Neerijnen 
· Overasselt 
· Rijnwaarden 
· Rossum 
· Ruurlo 
· Steenderen 
· Ubbergen 
· Valburg 
· Vorden 
· Wadenoijen 
· Wamel 
· Warnsveld 
· Wehl 
· Wisch 
· Zelhem 
· Zoelen